# Oakley, Buckinghamshire
Oakley är en ort och civil parish i Storbritannien.   Den ligger i kommunen Buckinghamshire och riksdelen England, i den södra delen av landet, 70 km väster om huvudstaden London. Oakley ligger 82 meter över havet och antalet invånare är 1 007.
Terrängen runt Oakley är platt. Runt Oakley är det ganska tätbefolkat, med 192 invånare per kvadratkilometer. Närmaste större samhälle är Oxford, 14,0 km väster om Oakley. Trakten runt Oakley består till största delen av jordbruksmark.